# Rada starších (Francie)
Rada starších (francouzsky Conseil des Anciens), vzdálený předchůdce moderního francouzského Senátu, byl spolu s Radou pěti set jedním ze dvou francouzských legislativních shromáždění Direktoria. Rada byla zavedena ústavou z roku III, přijatou v srpnu 1795 a zavedenou 23. září 1795. Rada byla zrušena po Brumairovém převratu dne 10. listopadu 1799.

## Dějiny
Revoluční vláda byla po pádu Maximiliena Robespierrea dne 9. thermidoru roku II (27. července 1794) potlačena. Thermidoriáni odmítli použít ústavu roku I (z června 1793) a vypracovali v roce 1795 novou ústavu příznivou pro liberální a umírněnou buržoazii. Za přípravu ústavy odpovídala jedenáctičlenná komise.
Den po uzavření debat 18. srpna 1795 poslanec Baudin des Ardennes předložil zprávu, ve které doporučil, aby dvě třetiny míst v Radě starších a Radě pěti set byly vyhrazeny členům bývalého Konventu, tedy 500 ze 750 zvolených. Royalisté na tento dvoutřetinový dekret odpověděli povstáním 13. vendémiairu (5. října 1795). Thermidoriáni sice udrželi republiku, ale obnovili volební právo založené na dvoustupňovém volebním censu ze strachu před všeobecným volebním právem.
Zákonodárná moc byla rozdělena mezi dvě shromáždění. Tento bikameralismus zahrnoval Radu pěti set, která navrhovala zákony, a Radu starších, která je přijímala nebo zamítala. Obě rady se každý rok z jedné třetiny obnovovaly. Nejednalo se však o bikameralismus v současném slova smyslu, protože obě komory zastupovaly stejnou populaci a neexistovalo žádné shromáždění zastupující místní orgány, ale obě komory se měly vzájemně vyrovnávat (jedna vůči druhé a společně směrem k exekutivě), aby se vyhnuly excesům, které revoluce právě zažila, Rada pěti set navrhující zákony a Rada starších rozhodující tím sdílely moc s Direktoriem.
Bikameralismus obhajovali monarchisté, kteří ospravedlňovali existenci horní komory reprezentující šlechtu, menšinovou vládnoucí třídu, po vzoru anglické Sněmovny lordů a dolní komoru reprezentující lid ve svých výborech (zejména rostoucí síly buržoazie). Bikameralismus si také vzal za vzor americký federalismus a jeho Senát.
Rada starších sídlila v Tuilerijském paláci. Její předseda byl jmenován na dobu nepřesahující jeden měsíc.
V roce 1799 většina členů rady schvalovala Brumairový převrat, který vynesl k moci generála Bonaparta. Mezi spiklenci byli její poslední dva prezidenti, Joseph Cornudet des Chaumettes a Louis-Nicolas Lemercier. Ten se rozhodl převézt shromáždění do Saint-Cloud, což usnadnilo státní převrat, navzdory odporu republikánských poslanců z Rady pěti set.
Rada starších byla rozpuštěna dne 10. listopadu 1799. Je to poslední z parlamentních shromáždění, která zasedalo v paláci Tuileries. Legislativní orgán se následně ujal těchto funkcí v Bourbonském paláci, kde zasedala Rada pěti set.